# Divize D 2007/2008
V soubojích 43. ročníku Moravskoslezské divize D 2008/09 (jedna ze skupin 4. fotbalové ligy) se utkalo 16 týmů každý s každým dvoukolovým systémem podzim–jaro. Tento ročník byl rozehrán v sobotu 11. srpna 2007 úvodními pěti zápasy 1. kola a skončil v sobotu 14. června 2008 zbývajícími sedmi zápasy 29. kola (kompletní 30. kolo bylo předehráno již ve čtvrtek 8. května 2008).

## Nové týmy v sezoně 2007/08
- Z MSFL 2006/07 nesestoupilo do Divize D žádné mužstvo.
- Z Divize E 2006/07 přešla mužstva SK Spartak Hulín a FC Viktoria Otrokovice.
- Z Přeboru Jihomoravského kraje 2006/07 postoupilo vítězné mužstvo FK APOS Blansko.
- Z Přeboru Vysočiny 2006/07 postoupilo vítězné mužstvo FC Slovan Havlíčkův Brod.

## Kluby podle krajů
- Jihomoravský (8): FK APOS Blansko, SK Líšeň, SK Rostex Vyškov, TJ Framoz Rousínov, FK MKZ Rájec-Jestřebí, SK Fotbal FC Nobica Boskovice, ČAFC Židenice Brno, TJ Cukrovar Hrušovany nad Jevišovkou.
- Vysočina (4): FC ŽĎAS Žďár nad Sázavou, FC Velké Meziříčí, HFK Třebíč, FC Slovan Havlíčkův Brod.
- Zlínský (2): SK Spartak Hulín, FC Viktoria Otrokovice.
- Olomoucký (2): TJ Sokol Protivanov, TJ Sokol Konice.

## Konečná tabulka
Zdroj: 
| Poř. | Tým                                  | Z  | V  | R | P  | VG | OG | B  |
| ---- | ------------------------------------ | -- | -- | - | -- | -- | -- | -- |
| 1.   | FK APOS Blansko (N)                  | 30 | 19 | 5 | 6  | 64 | 34 | 62 |
| 2.   | FC ŽĎAS Žďár nad Sázavou             | 30 | 17 | 8 | 5  | 63 | 41 | 59 |
| 3.   | SK Spartak Hulín                     | 30 | 15 | 9 | 6  | 59 | 35 | 54 |
| 4.   | SK Líšeň                             | 30 | 14 | 7 | 9  | 53 | 35 | 49 |
| 5.   | FC Velké Meziříčí                    | 30 | 14 | 5 | 11 | 48 | 49 | 47 |
| 6.   | TJ Sokol Protivanov                  | 30 | 14 | 4 | 12 | 48 | 38 | 46 |
| 7.   | TJ Sokol Konice                      | 30 | 13 | 5 | 12 | 50 | 40 | 44 |
| 8.   | FC Viktoria Otrokovice               | 30 | 12 | 5 | 13 | 57 | 48 | 41 |
| 9.   | SK Rostex Vyškov                     | 30 | 10 | 9 | 11 | 38 | 33 | 39 |
| 10.  | HFK Třebíč                           | 30 | 10 | 8 | 12 | 42 | 41 | 38 |
| 11.  | TJ Framoz Rousínov                   | 30 | 10 | 8 | 12 | 40 | 48 | 38 |
| 12.  | FK MKZ Rájec-Jestřebí                | 30 | 9  | 8 | 13 | 40 | 44 | 35 |
| 13.  | SK Fotbal FC Nobica Boskovice        | 30 | 10 | 4 | 16 | 44 | 61 | 34 |
| 14.  | ČAFC Židenice Brno                   | 30 | 8  | 9 | 13 | 30 | 46 | 33 |
| 15.  | FC Slovan Havlíčkův Brod (N)         | 30 | 6  | 7 | 17 | 37 | 70 | 25 |
| 16.  | TJ Cukrovar Hrušovany nad Jevišovkou | 30 | 5  | 7 | 18 | 35 | 85 | 22 |

Poznámky:
- Z = Odehrané zápasy; V = Vítězství; R = Remízy; P = Prohry; VG = Vstřelené góly; OG = Obdržené góly; B = Body; (S) = Mužstvo sestoupivší z vyšší soutěže; (N) = Mužstvo postoupivší z nižší soutěže (nováček)
- O pořadí na 10. a 11. místě rozhodlo lepší skóre Třebíče, bilance vzájemných zápasů byla vyrovnaná: Třebíč - Rousínov 0:0, Rousínov - Třebíč 1:1[2]

|  | Postup do MSFL 2008/09                         |
|  | Sestup do Přeboru Jihomoravského kraje 2008/09 |
|  | Sestup do Přeboru Vysočiny 2008/09             |